# Erigorgus macilentus
Erigorgus macilentus là một loài tò vò trong họ Ichneumonidae.